# Thrinchostoma afasciatum
Thrinchostoma afasciatum är en biart som beskrevs av Michener 1978. Thrinchostoma afasciatum ingår i släktet Thrinchostoma och familjen vägbin. Inga underarter finns listade i Catalogue of Life.